# Józef Górski (geolog)
Józef Górski – polski geolog, dr hab. nauk przyrodniczych, profesor Instytutu Geologii Wydziału Nauk Geograficznych i Geologicznych Uniwersytetu im. Adama Mickiewicza w Poznaniu.

## Życiorys
W 1991 habilitował się na podstawie pracy zatytułowanej Główne problemy chemizmu wód podziemnych utworów kenozoiku Środkowej Wielkopolski. 31 lipca 2000 uzyskał tytuł profesora nauk o Ziemi. Został zatrudniony na stanowisku profesora zwyczajnego w Instytucie Geologii na Wydziale Nauk Geograficznych i Geologicznych Uniwersytetu im. Adama Mickiewicza.
Był dyrektorem Instytutu Geologii Wydziału Nauk Geograficznych i Geologicznych Uniwersytetu im. Adama Mickiewicza w Poznaniu.
Jest członkiem Komisji Nauk o Ziemi na Oddziale Polskiej Akademii Nauk w Poznaniu, oraz Komitetu Nauk Geologicznych PAN.
Awansował na stanowisko profesora w Instytucie Geologii na Wydziale Nauk Geograficznych i Geologicznych Uniwersytetu im. Adama Mickiewicza w Poznaniu.